# Papiss Cissé
Papiss Demba Cissé (Dakar, 3 de junio de 1985) es un futbolista senegalés que juega de delantero en el Al-Qabila Football Club de la Cuarta división de fútbol de los Emiratos Árabes Unidos. Fue internacional con la selección de fútbol de Senegal.

## Trayectoria
Cissé empezó su carrera en el AS Douanes de su natal Senegal antes de ser transferido al Metz de Francia en verano de 2005 cuando tenía 20 años. Tras solo estar un mes en el club en la temporada 2005-06, fue prestado al AS Cherbourg Football. En esta temporada, Cissé disputó 26 encuentros y anotó 11 goles. Volvió a Metz y estuvo dos años ahí hasta que fue prestado al Châteauroux en enero de 2008. Regresó a Metz en julio de 2008.

### Friburgo
Tras romper redes en Francia, Cissé firmó por el conjunto alemán de la Bundesliga, Friburgo, a fines de 2009 e inicios de 2010 por un monto de cerca de 1.5 millones de euros pese al interés del Hannover 96. En su primera temporada, Cissé anotó 6 goles en 16 partidos.
En la temporada 2010-11, Cissé acabó segundo en la tabla de goleadores, por detrás de Mario Gómez del Bayern Múnich quien anotó 28. Cissé incluso estableció récords. Sus 22 tantos lo convirtieron en el máximo anotador del Friburgo en una temporada, así como el máximo anotador africano en una temporada de la Bundesliga. Este récord lo tenía Tony Yeboah con 20 goles por el Eintracht Frankfurt en 1993. Esa misma temporada, Cissé ganó el premio EFFIFU por ser el delantero más eficiente en la liga.

### Newcastle
El 17 de enero de 2012 fichó por el conjunto de la Premier League, Newcastle United por 5 años y medio. En un partido ante el Chelsea (ganó el Newcastle por 2-0), al minuto 94, después de un saque de banda a favor de su equipo, que iba hacia un compañero que se la dejó a Cissé con un pase de pecho, remató con la pierna derecha, y el balón cogió un efecto bastante anormal y acabó dentro de la portería defendida por Petr Čech, el gol hasta fue catalogado por muchos como el mejor gol de toda la temporada.

## Selección nacional
Ha sido internacional con la selección de fútbol de Senegal en 34 ocasiones y ha anotado 17 goles. Su debut se produjo el 12 de agosto de 2009 en un amistoso ante la República Democrática del Congo. En ese partido anotó dos goles.

## Clubes
| Club                       | País       | Año       |
| -------------------------- | ---------- | --------- |
| A. S. Douanes              | Senegal    | 2003-2004 |
| F. C. Metz                 | Francia    | 2004-2009 |
| AS Cherbourg (cedido)      | Francia    | 2005-2006 |
| L. B. Châteauroux (cedido) | Francia    | 2008      |
| S. C. Friburgo             | Alemania   | 2010-2012 |
| Newcastle United F. C.     | Inglaterra | 2012-2016 |
| Shandong Luneng            | China      | 2016-2018 |
| Alanyaspor                 | Turquía    | 2018-2020 |
| Fenerbahçe S. K.           | Turquía    | 2020-2021 |
| Çaykur Rizespor            | Turquía    | 2022      |
| Amiens S. C.               | Francia    | 2022-2023 |
| Al-Qabila F. C.            | EAU        | 2025-     |